# Сатиньская волость
Сатиньская волость (латыш. Sātiņu pagasts) — бывшая территориальная единица в южной части Кулдигского уезда Латвии. Находилась на юго-западе республики, в историческом регионе Курземе. Администрация волости до 1949 года была расположена в селе Сесиле. В 1940 году граничила с городом Салдус, Циецерской, Звардской, Курсишской, Пампальской, Скрундской, Лутриньской и Салдусской волостями своего уезда.
Самыми крупными населёнными пунктами волости были не сохранившиеся до наших дней сёла Сесиле, Сатини, Убели.

## История
2 ноября 1945 года на территории волости были образованы Новадниекский и Сатиньский сельские советы. После упразднения Сатиньской волости 31 декабря 1949 года, они были включены в состав Салдусского района.
В наши дни территория бывшей Сатиньской волости распределена между Новадниекской и Зирньской волостями Салдусского края.

## Известные люди
- Леа Давыдова-Медене (1921—1986) — латвийский скульптор.